# Primavera en otoño
Primavera en otoño es una obra de teatro en tres actos, estrenada en el Teatro de la Princesa de Madrid el 3 de marzo de 1911. Firmada por Gregorio Martínez Sierra, la autoría es de su esposa María Lejárraga.

## Argumento
Elena, cantante de ópera de gran prestigio abandona el hogar familiar en busca de la fama y el triunfo en su profesión dejando al marido, Enrique, a cargo de Agustina, la hija de ambos. Solo regresará 16 años más tarde, y pensando en el futuro de su hija. Ésta consigue que sus padres se reconcilien y más adelante ella misma inicia una relación amorosa con un hombre que le garantiza que disfrutará de libertad para desarrollarse como persona.

## Estreno
- Teatro (Estreno, 1911). Intérpretes: María Guerrero, Fernando Díaz de Mendoza, Catalina Bárcena (luego sustituida por Hortensia Gelabert).[2]
- Cine (España, 1933). Dirección: Eugene Forde. Intérpretes: Catalina Bárcena (Elena), Antonio Moreno (Enrique), Mimi Aguglia (Rosina), Luana Alcañiz (Agustina).